# Bikar karla 2017
La Bikar karla 2017, nota anche come Borgunarbikar per motivi di sponsorizzazione, è stata la 57ª edizione del torneo. È iniziata il 17 aprile 2017 con le prime partite dei turni di eliminazione ed è terminata il 12 agosto con la finale. La vincitrice del torneo, come ogni anno, ottiene il diritto di giocare il primo turno di Europa League. L'ÍBV Vestmannæyja ha vinto il titolo per la quinta volta nella sua storia.

## Primo turno
| Squadra 1        | Risultato   | Squadra 2       |
| ---------------- | ----------- | --------------- |
| 17 aprile 2017   |             |                 |
| KFF Fjarðabyggð  | 1 - 0 (dts) | Einherji        |
| 21 aprile 2017   |             |                 |
| Kári             | 6 - 2       | Léttir          |
| Árborg           | 5 - 1       | KB              |
| KV               | 0 - 2       | Þróttur Vogum   |
| Elliði           | 3 - 6 (dts) | Kormákur/Hvöt   |
| 22 aprile 2017   |             |                 |
| GG               | 7 - 1       | Snæfell/UDN     |
| SR               | 1 -3        | ÍR Reykjavík    |
| KFS              | 1 - 4       | Hamar           |
| KF Fjallabyggðar | 3 - 6       | Tindastóll      |
| Berserkir        | 3 - 1       | Skallagrímur    |
| Víðir Garði      | 4 - 1       | Mídas           |
| Ægir             | 3 - 2 (dts) | Ýmir            |
| Augnablik        | 6 - 0       | Ísbjörninn      |
| Álftanes         | 1 - 0       | Vestri          |
| Geisli A.        | 1 - 7       | Nökkvi          |
| 23 aprile 2017   |             |                 |
| KH Reykjavík     | 1 - 0       | Hvíti riddarinn |
| Reynir Sandgerði | 7 - 1       | Kórdrengir      |
| Höttur           | 4 - 5       | Sindri Hofn     |
| Afturelding      | 0 - 1       | Grótta          |
| Vatnaliljur      | 2 - 1       | Ulfarnin        |
| Dalvík/Reynir    | 4 - 0       | Drangey         |
| Stokkseyri       | 1 - 0       | Kría            |
| Kóngarnir        | 1 - 3       | Afríka          |
| Gnúpverjar       | 1 - 2       | KFR             |
| KFG              | 4 - 1 (dts) | Vængir Júpíters |
| 24 aprile 2017   |             |                 |
| Stál-úlfur       | 1 - 6       | Njarðvík        |

## Secondo turno
| Squadra 1        | Risultato       | Squadra 2      |
| ---------------- | --------------- | -------------- |
| 27 aprile 2017   |                 |                |
| Nökkvi           | 1 - 5           | Magni          |
| 28 aprile 2017   |                 |                |
| HK Kópavogur     | 0 - 1           | Fram Reykjavík |
| Selfoss          | 8 - 0           | Kormakur/Hvot  |
| Keflavík         | 0 - 0 (4-5 dcr) | Víðir Garði    |
| 29 aprile 2017   |                 |                |
| Árborg           | 0 - 0 (4-3 dcr) | Hamar          |
| Kári             | 3 - 0           | Augnablik      |
| Sindri Hofn      | 4 - 1 (dts)     | Huginn         |
| Álftanes         | 0 - 2           | Ægir           |
| Tindastóll       | 1 - 2           | Þór            |
| Fylkir           | 7 - 0           | Vatnaliljur    |
| GG               | 0 - 3           | Þróttur Vogum  |
| Njarðvík         | 0 - 2           | ÍR Reykjavík   |
| Berserkir        | 3 - 0           | KFR            |
| ÍH               | 0- 1            | KH Reykjavík   |
| Afríka           | 3 - 11          | Þróttur        |
| Stokkseyri       | 1 - 2           | Leiknir        |
| 30 aprile 2017   |                 |                |
| KFF Fjarðabyggð  | 1 - 2           | Leiknir F.     |
| Dalvík/Reynir    | 0 - 2           | Völsungur      |
| Reynir Sandgerði | 0 - 4           | Haukar         |
| KFG              | 0 - 2           | Grótta         |

## Terzo turno
| Squadra 1         | Risultato       | Squadra 2      |
| ----------------- | --------------- | -------------- |
| 16 maggio 2017    |                 |                |
| Þór               | 0 - 0 (3-5 dcr) | Ægir           |
| Selfoss           | 3 - 2           | Kári           |
| Leiknir           | 2 - 1           | Þróttur        |
| Berserkir         | 1 - 4           | Grótta         |
| 17 maggio 2017    |                 |                |
| Leiknir F.        | 1 - 4           | KR Reykjavík   |
| KA Akureyri       | 1 - 3 (dts)     | ÍR Reykjavík   |
| ÍBV Vestmannæyja  | 4 - 1           | KH Reykjavík   |
| ÍA Akraness       | 4 - 3           | Fram Reykjavík |
| Þróttur Vogum     | 0 - 1           | Stjarnan       |
| Grindavík         | 7 - 1           | Völsungur      |
| Árborg            | 0 - 1           | Víðir Garði    |
| Haukar            | 2 - 4           | Víkingur       |
| Fylkir            | 1 - 0           | Breiðablik     |
| 18 maggio 2017    |                 |                |
| Magni             | 1 - 2           | Fjölnir        |
| FH Hafnarfjörður  | 6 - 1           | Sindri Hofn    |
| Víkingur Ólafsvík | 0 - 1           | Valur          |

## Ottavi di finale
| Squadra 1        | Risultato       | Squadra 2    |
| ---------------- | --------------- | ------------ |
| 30 maggio 2017   |                 |              |
| ÍA Akraness      | 2 - 1 (dts)     | Grótta       |
| 31 maggio 2017   |                 |              |
| ÍBV Vestmannæyja | 5 - 0           | Fjölnir      |
| Víðir Garði      | 0 - 5           | Fylkir       |
| Ægir             | 1 - 3           | Víkingur     |
| ÍR Reykjavík     | 1 - 1 (7-8 dcr) | KR Reykjavík |
| FH Hafnarfjörður | 2 - 1           | Selfoss      |
| Valur            | 1 - 2           | Stjarnan     |
| 1º giugno 2017   |                 |              |
| Leiknir          | 1 - 1 (6-5 dcr) | Grindavík    |

## Quarti di finale
| Squadra 1      | Risultato   | Squadra 2        |
| -------------- | ----------- | ---------------- |
| 29 giugno 2017 |             |                  |
| Fylkir         | 0 - 1       | FH Hafnarfjörður |
| 2 luglio 2017  |             |                  |
| Víkingur       | 1 - 2       | ÍBV Vestmannæyja |
| Stjarnan       | 3 - 2       | KR Reykjavík     |
| 3 luglio 2017  |             |                  |
| Leiknir        | 2 - 1 (dts) | ÍA Akraness      |

## Seminfinali
| Squadra 1        | Risultato | Squadra 2        |
| ---------------- | --------- | ---------------- |
| 27 luglio 2017   |           |                  |
| Stjarnan         | 1 - 2     | ÍBV Vestmannæyja |
| 29 luglio 2017   |           |                  |
| FH Hafnarfjörður | 1 - 0     | Leiknir          |

## Finale
| Arbitro: | Þórarinsson |

|                 |           |  |
| Þorvaldsson 37’ | Marcatori |  |